# Carl Wasenius
Carl Gustaf Wasenius,  född den 6 september 1821 i Lundo, död den 23 februari 1899 i Åbo, var en finländsk musiker, syssling till Gustaf Otto Wasenius och far till Karl Fredrik Wasenius.
Wasenius studerade violin vid Musikaliska akademien i Stockholm samt i Leipzig, bildade en egen liten orkester i Helsingfors 1849 och flyttade 1851 till Åbo, för vars musikliv han blev en stödjepelare. Han verkade som militärkapellmästare och orkesterdirigent och musikpedagog, särskilt sånglärare. Han komponerade musiken till flera sångstycken, som uppfördes på Åbo teater, körer och kantater. Från trycket har utkommit koraler och sånger för skolor.